# Papà diventa mamma
Papà diventa mamma è un film del 1952 diretto da Aldo Fabrizi. È il terzo capitolo della trilogia cominciata con La famiglia Passaguai del 1951 e La famiglia Passaguai fa fortuna del 1952.

## Trama
Roma. Peppe, Margherita e i loro tre figli vivono una vita del tutto normale: Peppe ha un negozio di tessuti, Margherita è una casalinga pedante e gelosa, per la quale tutto quello che fa il marito non va mai bene. Entrambi si rinfacciano la presunta poca fatica delle loro attività quotidiane in casa e al negozio.
Una sera vanno a teatro a vedere lo spettacolo del mago Bhormah, un ipnotizzatore che chiama sul palco ed ipnotizza tre persone una dopo l'altra.
Notando le capacità di Bhormah, Margherita vuole che il mago chiami anche suo marito. Spera che, sotto ipnosi, possa rivelare qualche sua scappatella. Insiste così tanto che, alla fine, Peppe sale sul palco. Una volta salito avvisa il mago che non vuole essere addormentato. Bhormah, per vincere la sua diffidenza, lo ipnotizza convincendolo che lui è "una madre di famiglia", ma durante il numero cade, sviene e viene portato in ospedale. Le quattro persone ipnotizzate rimangono nei ruoli loro assegnati dal mago. Convinto di essere una donna, Peppe comincia quindi a comportarsi come tale. Sull'autobus pretende e ottiene un posto a sedere, lasciando la moglie in piedi col figlio piccolo in braccio; a casa indossa la camicia da notte di Margherita e si mette e dormire al suo posto; usa la sua crema e legge un giornale femminile.
La mattina successiva, indossata la vestaglia della moglie, la spedisce al negozio mentre lui rimane a casa a fare le pulizie, cucinare, fare il bucato e... pettegolare con le vicine. Dopo aver mandato il figlio a fare la spesa va in terrazzo a fare il bucato, litigando con tutte le donne che vi trova. Di lì a poco mette in piedi una scenata dalla finestra con tutte le vicine a seguito di un pettegolezzo.
Sua moglie Margherita, intanto, si sta affaticando al negozio, e comincia a rendersi conto che anche il lavoro del marito è tutt'altro che facile. Da un articolo di giornale scopre finalmente il motivo dei suoi strani comportamenti. Decide di portarlo da uno psichiatra, ma senza esito. 
I due coniugi, coi tre figli, vanno quindi all'ospedale, dov'è ricoverato l'ipnotizzatore. L'uomo si è svegliato ma, per il brutto colpo, è diventato strabico.
Nel tentativo di far tornare Peppe uomo, Bhormah ipnotizza Margherita, che si trova così a comportarsi da uomo autoritario e rissoso. Giungono intanto gli altri ipnotizzati, e il mago fugge per sottrarsi all'assedio.
Dopo un rocambolesco inseguimento una botta in testa lo guarisce dallo strabismo, e può quindi far tornare normali tutte le persone.
A casa Peppe e Margherita si raccontano le reciproche esperienze da casalingo e da negoziante, e si rendono conto che la vita è faticosa per entrambi, con un rinnovato sentimento di amore.